# Mulazzano
Mulazzano – miejscowość i gmina we Włoszech, w regionie Lombardia, w prowincji Lodi.
Według danych na rok 2004 gminę zamieszkiwały 4804 osoby, 320,3 os./km².